# Gömürgen
Gömürgen ist eine Gemeinde im Landkreis Akkışla in der türkischen Provinz Kayseri. Es liegt 6 Kilometer von Akkışla und 86 Kilometer von Kayseri entfernt. Genaue Daten zur Gründung des Dorfes sind nicht bekannt.

## Geographie und Klima
Im Osten und Südosten von Gömürgen befinden sich der Berg Hınzır Dağı und das Dorf Ortaköy.
Akkışla liegt westlich von Gömürgen. Südlich von Gömürgen liegt der Bezirk Uğurlu und das Dorf Ganışeh. Gömürgen, das über 1400–1500 m über dem Meeresspiegel liegt, verfügt über ein Landklima. Die Vegetation erinnert an eine Wüste. Der Grund dafür liegt in der stetigen Überweidung und dem unverhältnismäßigen Roden, um das Land in Acker- und Weideland umzuwandeln. Dies wiederum ist der Grund für die Erosionsgefahr in und um Gömürgen. Gömürgen hat mehr als 40 Brunnen. Gömürgen hat folgende Mahalles: Yeşil Mahalle; Cumhuriyet Mahallesi und Yeni Mahalle.

## Bildung
In Gömürgen gibt es die Derviş Çakırtekin Grund- und Mittelschule.

## Kultur und Sehenswürdigkeiten
Das erste Yogurtfestival fand 1994 statt.